# Håcksviks socken
Håcksviks socken i Västergötland ingick i Kinds härad, ingår sedan 1971 i Svenljunga kommun och motsvarar från 2016 Håcksviks distrikt.
Socknens areal är 115,03 kvadratkilometer varav 104,01 land. År 2000 fanns här 412 invånare.  Tätorten Håcksvik med sockenkyrkan Håcksviks kyrka ligger i socknen. 

## Administrativ historik
Socknen har medeltida ursprung. 
Vid kommunreformen 1862 övergick socknens ansvar för de kyrkliga frågorna till Håcksviks församling och för de borgerliga frågorna bildades Håcksviks landskommun. Landskommunen uppgick 1952 i Kindaholms landskommun som 1971 uppgick i Svenljunga kommun. Församlingen uppgick 2006 i Kindaholms församling.
1 januari 2016 inrättades distriktet Håcksvik, med samma omfattning som församlingen hade 1999/2000.  
Socknen har tillhört län, fögderier, tingslag och domsagor enligt vad som beskrivs i artikeln Kinds härad. De indelta soldaterna tillhörde Älvsborgs regemente, Södra Kinds kompani.

## Geografi
Håcksviks socken ligger väster om Gislaved kring Sjötoftaån och Stångån samt Tinkaån, vilka alla ingår i Ätrans vattenområde. Socknen har odlingsbygd i ådalar och är i övrigt en sjö- och mossrik skogsbygd.
År 1929 hade Håcksviks socken 770 invånare och bestod av 557 hektar åker och 9 392 hektar skogsmark och hagmark.

## Fornlämningar
Tre boplatser från stenåldern är funna. Från bronsåldern finns gravrösen. Från järnåldern finns gravar och domarringar.

## Namnet
Namnet skrevs 1356 Haswika och kommer från kyrkbyn som i sin tur har sitt namn från ett tidigare namn på Håsjön. Sjönamnet innehåller hå, åutvidgning, avsnörd vik.
Namnet skrevs före 1910 Håksviks socken.